# Mont Barnston
Pour les articles homonymes, voir Barnston.
Le mont Barnston est une montagne située à Coaticook, dans la municipalité régionale de comté de Coaticook, dans la région administrative de l'Estrie, au Québec (Canada), juste au nord de la frontière américaine avec le Vermont. Son altitude est de 743 mètres.

## Géographie

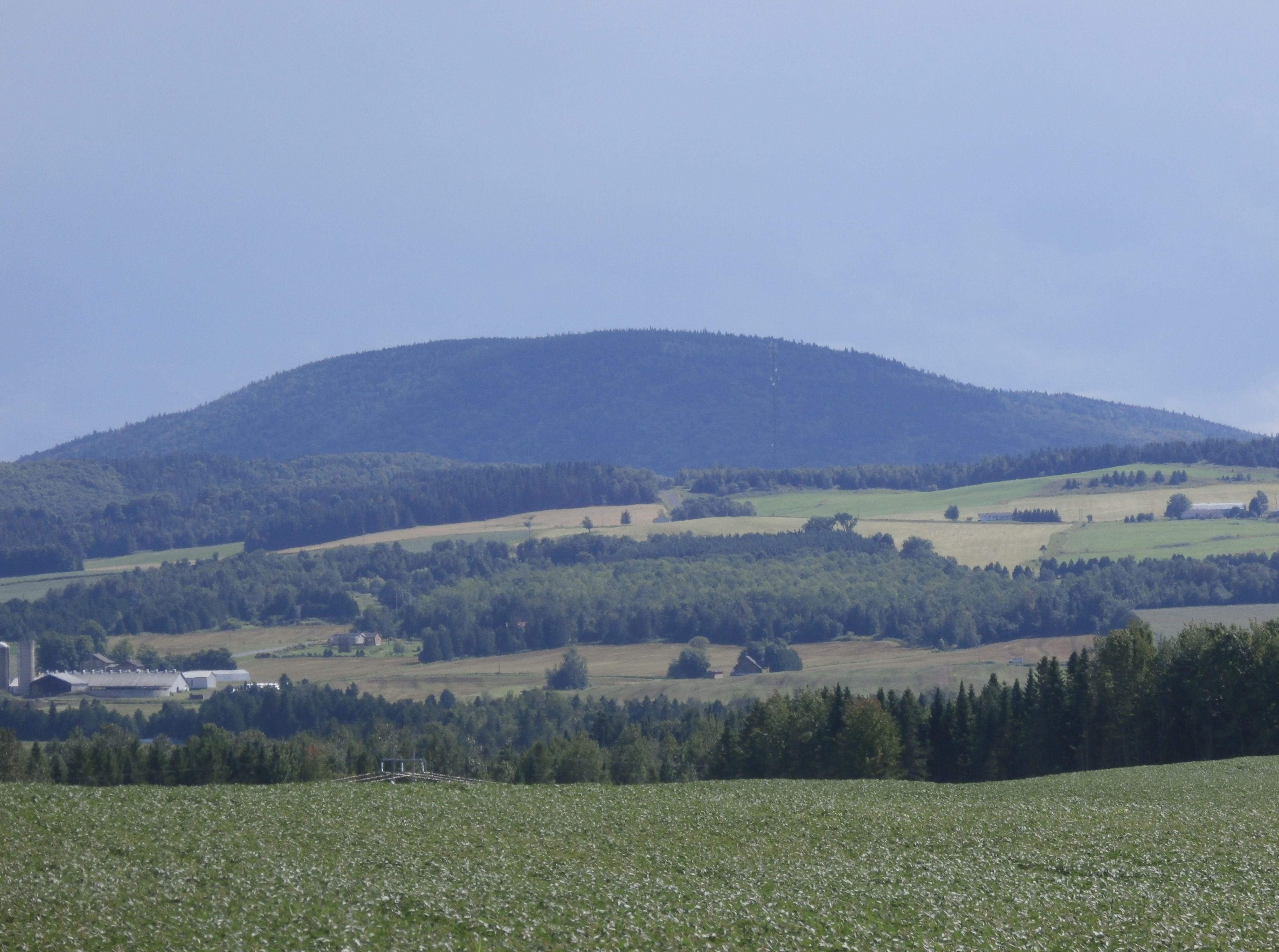
Paysage agricole au nord du mont Barnston.

La montagne est située près du lac Lyster et du hameau de Baldwin Mills dans la vallée agricole de la rivière Coaticook.